# Panama Hattie (comédie musicale)
Pour les articles homonymes, voir Panama Hattie.
Panama Hattie est une comédie musicale américaine créée à Broadway en 1940.

## Argument
L'action se situe à Panamá et dans la zone du canal de Panamá. Hattie Maloney, serveuse de bar, fait la connaissance de Nick Bullett, veuf issu d'une vieille famille de Philadelphie. Ils tombent amoureux l'un de l'autre et Nick fait sa demande en mariage, sous réserve que la jeune Geraldine, fille qu'il a eue avec sa première femme, « accepte » Hattie...

## Fiche technique
- Titre original : Panama Hattie
- Titre français : Panama Hattie
- Livret : Herbert Fields et B.G. DeSylva
- Musique et lyrics : Cole Porter
- Mise en scène : Edgar MacGregor
- Chorégraphie : Robert Alton
- Orchestrations : Robert Russell Bennett, Hans Spialek et Don Walker
- Arrangements vocaux : Lyn Murray
- Direction musicale : Gene Salzer
- Décors et costumes : Raoul Pène Du Bois
- Lumières : Al Alley
- Producteur : B.G. DeSylva
- Nombre de représentations : 501
- Date de la première : 30 octobre 1940
- Date de la dernière : 3 janvier 1942
- Lieu : 46th Street Theatre, Broadway

## Distribution originale
- Ethel Merman : Hattie Maloney
- Phyllis Brooks : Leila Tree
- Jean Carroll (en) : Geraldine Bullett
- James Dunn : Nick Bullett
- Pat Harrington : Skat Briggs
- Betty Hutton : Florie
- Frank Hyers : Windy Deegan
- Rags Ragland : Woozy Hogan
- Arthur Treacher : Vivian Budd
- Raymond Baine : Tom
- Conchita : Mme Gonzales
- Hal Conklin : Le premier étranger
- Ted Daniels : Ted
- Frank DeRoss : Le second étranger
- Jack Donahue : Mike
- Al Downing : Pete
- Lipman Duckat : Ty
- Nadine Gae : Chiquita
- Roger Gerry : Tim
- Anne Graham : Kitty Belle Randolph
- Linda Arvidson (créditée Linda Griffith) : La marchande ambulante de fruits
- James Kelso : Whitney Randolph
- Eppy Pearson : Mac
- Elaine Sheppard : Mildred Hunter

Avec également :
- Parmi les danseuses : June Allyson, Betsy Blair, Lucille Bremer, Doris Dowling, Vera-Ellen
- Parmi les chanteuses : Janis Carter

Et, parmi les acteurs ayant effectué des remplacements en cours de production : 
- Virginia Field : Leila Tree

## Numéros musicaux
| Acte I - A Stroll on the Plaza Sant' Ana (Chanteurs, ensemble) - Join It Right Away (Woozy, Skat, Windy) - Visit Panama (Hattie, quatre danseurs, une danseuse, ensemble) - American Family (Une chanteuse, premier étranger, une danseuse) - My Mother Would Love You (Hattie, Nick) - I've Still Got My Health (Hattie, ensemble) - Fresh As a Daisy (Florrie, Skat, Windy) - Welcome to Jerry (Chanteurs, ensemble) - Let's be Buddies (Hattie, Geraldine) - They Ain't Done Right by Our Nell (Florrie, Vivian) - I'm Trowing a Ball Tonight (Hattie, ensemble) | Acte II - I Detest a Fiesta (Chanteurs, ensemble) - Who Would Have Dreamed (Une chanteuse, Ty) - Make It Another Old-Fashioned Please (Hattie) - All I've Got to Get Now Is My Man (Florrie, ensemble) - You Said It (Hattie, Vivian, Woozy, Windy, Skat) - Who Would Have Dreamed (reprise) (Chiquita, ensemble) - Let's Be Buddies (reprise) (Hattie, Geraldine) - God Bless the Women (Woozy, Windy, Skat) |

## Reprise à Londres
- 1943-1944 : Au Piccadilly Theatre, 308 représentations, avec Bebe Daniels (Hattie).

## Adaptation au cinéma
- 1942 : Panama Hattie, film musical américain de Norman Z. McLeod, Roy Del Ruth et Vincente Minnelli, avec Red Skelton, Ann Sothern, Ben Blue, Virginia O'Brien, Marsha Hunt, Alan Mowbray (pour cette adaptation, les noms de certains protagonistes ont été changés et de nouvelles chansons ont été écrits).